# Víctor Merello
Víctor Alejandro Merello Escobar ( Coronel, Região do Bío-Bío, Chile - 21 de dezembro de 1952), é um treinador de futebol e ex-futebolista chileno

## Carreira

### Futebolista
Realizou sua formação de futebolista na cantera do clube Lota Schwager. Debuta no profissionalismo no ano 1970 em seu clube formador. Durante os 7 anos em que jogou por Lota Schwager, conseguiu o subcampeonato da Copa Chile de 1975.
No ano 1978 foi transferido para o Cobreloa a pedido do técnico Andrés Prieto. Durante sua estadia conseguiu obter os títulos de Primeira divisão de Chile nos anos 1980, 1982 e 1985, conseguiu participar nas finais de Copa Libertadores de América de 1981 e 1982. É o jogador com mais gols em campeonatos internacionais da instituição, com 15 gols. Suas contribuições ao clube incluem o recorde continental de maior número de partidos invictos de local, com um total de 91 partidas, começando seu hegemonia desde o ano 1980 até o ano 1985. Durante sua estadia, atingiu a ser terceiro jogador com maior quantidade de partidas disputados no clube, com um total de 278 jogos. Para o aniversário 30.º da instituição Clube de Desportos Cobreloa, dois meios de comunicação da localidade de Calama organizaram um concurso, com o objeto de que o público elegesse aos jogadores da cada posição do campo, treinador e dirigente com maior valor para a instituição, o jogador liderou as preferências com um 90% dos votos, como o melhor «volante de saída». No ano 1991 joga por Desportivo Ñublense em onde se retirou como futebolista profissional.

### Treinador
Sua carreira de treinador começa nas divisões inferiores de Fernández Via. Mais tarde dirigiu o futebol jovem de Cobreloa, na categoria Sub-17. Para Logo ser assistente de Oscar Malbernat no Cobreloa no dia 15 de janeiro de 2001. Depois da ida de Oscar Malbernat, dirige a Cobreloa para o resto da temporada 2001 e a temporada 2002. Em onde levou ao clube à Liguilla da Libertadores do ano 2001, enfrentando o Universidade de Chile, com um empate em casa e uma vitória fora, lhe outorgou o direito ao clube para participar na Copa Libertadores no ano 2002. No ano 2003 Dirige ao clube Deportes Concepção. Depois de um retiro em onde trabalho em empresas, assina um contrato para dirigir à equipa de Lota Schwager no ano 2007. No ano 2010 dirige o Desportos Naval até o começo da temporada 2012 onde uma doença coronária o deixa fora da comissão técnica. Desde o 9 de abril de 2013 desempenha-se como diretor técnico de Desportos Concepção até o 24 de setembro daquele ano.
Jogou na Selecção de futebol de Chile em três ocasiões, tudo em partidas amistosos. Sua estreia na seleção foi o dia 13 de junho de 1979, diante do Equador no Estádio Nacional de Chile, a disputa terminou num empate sem gols. Seu segundo jogo foi o 21 de junho do mesmo ano contra Equador em Guayaquil, em onde o selecionado chileno perdeu por 2 a 1. Seu último jogo pelo Chile foi o dia 28 de agosto de 1984 em Santiago contra o México.

## Clubes

### Como jogador
| Clube               | País  | Ano         |
| ------------------- | ----- | ----------- |
| Lota Schwager       | Chile | 1970 - 1977 |
| Cobreloa            | Chile | 1978 - 1984 |
| Naval de Talcahuano | Chile | 1985        |
| Cobreloa            | Chile | 1986 - 1987 |
| Desportos Iquique   | Chile | 1988 - 1989 |
| Desportos A Serena  | Chile | 1989        |
| Naval de Talcahuano | Chile | 1990        |
| Ñublense            | Chile | 1991        |

### Como treinador
| Clube              | País  | Ano         |
| ------------------ | ----- | ----------- |
| Cobreloa           | Chile | 2001 - 2002 |
| Deportes Concepção | Chile | 2003        |
| Lota Schwager      | Chile | 2007        |
| Desportos Naval    | Chile | 2010 - 2012 |
| Deportes Concepção | Chile | 2013        |